# Hans Walter
Hans Walter (ur. 8 sierpnia 1889, zm. 14 stycznia 1967 w Stansstad) – szwajcarski wioślarz, trzykrotny medalista olimpijski.
Wystąpił na igrzyskach olimpijskich w Antwerpii w 1920, gdzie Szwajcarzy w składzie: Willy Brüderlin, Max Rudolf, Paul Rudolf, Hans Walter i Paul Staub (sternik) zdobyli złoty medal w czwórkach ze sternikiem. W finale Szwajcarzy o 4 sekundy wyprzedzili osady Stanów Zjednoczonych i Norwegii. Wystartował tam również w ósemkach, jednak odpadł w pierwszej rundzie. Na rozgrywanych cztery lata później igrzyskach olimpijskich w Paryżu razem z Émile'em Albrechtem, Alfredem Probstem, Eugenem Siggiem, Émile'em Lachapelle'em i Walterem Looslim (sternik) obronił tytułu w czwórkach ze sternikiem. W finale wyprzedzili drugich na mecie Francuzów o 3,2 sekundy. Na tej samej imprezie wystartował także w czwórce bez sternika, wspólnie z Albrechtem, Probstem i Siggiem zdobywając brązowy medal. Wyprzedzili ich tylko Brytyjczycy i Kanadyjczycy.
W czwórkach ze sternikiem zdobywał także złote medale na mistrzostwach Europy w Como (1911), mistrzostwach Europy w Genewie (1912), mistrzostwach Europy w Gandawie (1913) i mistrzostwach Europy w Mâcon (1920). Czterokrotnie również zdobywał medale w ósemkach: złote na mistrzostwach Europy w Genewie (1912) i mistrzostwach Europy w Gandawie (1913) oraz srebrne na mistrzostwach Europy w Como (1911) i mistrzostwach Europy w Gandawie (1913). Ponadto zdobył srebro w dwójkach podwójnych na mistrzostwach Europy w Genewie (1912). 
W trakcie kariery reprezentował barwy klubu Grasshopper Club Zürich.